# خورخي بالتازار
خورخي بالتازار (بالإسبانية: Jorge Baltazar)‏ هو لاعب إسكواش مكسيكي، ولد في 3 نوفمبر 1982 في مدينة مكسيكو في المكسيك.

## وصلات خارجية
- خورخي بالتازار على موقع SquashInfo.com (الإنجليزية)